# Vlado Miletić
Vlado Miletić (Veliki Ograđenik kod Čitluka, 25. listopada 1946. - kod sela Tribića kod Livna, 13. srpnja 1972.), bio je hrvatski politički emigrant i revolucionar.
Bio je članom Hrvatskog revolucionarnog bratstva koji je bio u Bugojanskoj skupini.
Poginuo je u borbi s jugoslavenskim vlastima u kod sela Tribića u blizini Livna 13. srpnja 1972. godine.